# Ізмайлов Микола Аркадійович
Мико́ла Арка́дійович Ізма́йлов (* 22 червня 1907, Сухумі — † 2 жовтня 1961, Харків), український фізико-хімік, 1948 — доктор хімічних наук, 1948 — професор, 1955 — заслужений діяч науки УРСР , 1957 — член-кореспондент АН УРСР, 1960 — лауреат премії ім. Д. І. Менделєєва, 1973 — Державної премії СРСР (посмертно). Нагороджений орденами Леніна і Трудового Червоного Прапора, медаллю «За оборону Кавказу», «За доблесну працю в Великій Вітчизняній війні».

## Короткий життєпис
Його батько, Аркадій Йоасафович, був вчителем та інспектором народних училищ, займався просвітницькою діяльністю, помер 1909 року, надалі Микола виховувався мамою.
1921 року родина опиняється в Харкові, незабаром мати змушено виїздить до Сухумі, цього часу він поступає в технікум і одночасно працює кур'єром у санітарному відділенні Харківського військового округу.
1926 року закінчив фінансово-економічний технікум в Харкові (мав статус вищого навчального закладу), хімію викладав Микола Олександрович Федоровський.
В 1925—1928 роках працював лаборантом хімічної лабораторії технікуму народного господарства. Екстерном складає іспити за курс ХІНО, у 1928-31  — аспірант науково-дослідного інституту хімії Харківського державного університету, до 1941 — викладач, доцент, завідувач кафедри хімії Інституту радянської торгівлі, разом з тим — викладач та завідувач кафедри фізичної хімії ХДУ в 1934—1961 роках, у 1934—1960 — старший науковий співробітник, завідувач лабораторії фізичної хімії Українського науково-дослідного хіміко-фармацевтичного інституту (ДНЦЛЗ).
1941—1944 — завідувач відділу технології Зональної дослідної станції НДІ ефіроолійної промисловості в Сухумі, у 1943—1944 — завідувач кафедри хімії Сухумського педагогічного інституту.
У 1944—1948 роках завідує кафедри фізичної та колоїдної хімії Харківського фармацевтичного інституту.
В 1949—1950 роках — директор НДІ хімії Харківського державного університету, в 1948—1953 роках — проректор з наукової роботи університету.
Займався науковими дослідженнями в царині хроматографії в тонких шарах, вивчав статистику й динаміку молекулярної та йонообмінної сорбції, досліджував властивості неводних розчинів електролітів та вплив на силу електролітів розчинників, вивчав певні питання кислотності розчинів, сольватацію йонів та молекул у розчинах, також — історію розвитку вітчизняної фізичної хімії.
Його перу належить понад 272 наукових праць та монографій.
Як педагог підготував 26 кандидатів наук.
Створив наукову школу електрохімії розчинів. Його зусиллями відкрито одну з перших в Україні лабораторію ізотопів.
Разом з М. С. Шрайбер 1938 року розробив метод хроматографії в тонких шарах.
Першим розробив та запропонував загальні основи адсорбційної технології, зокрема адсорбційних методів одержання морфіну з коробочок опійного маку (упроваджено на ФП Харкова, м. Чимкент і в Болгарії) та ефірної олії з квітів жасмину (упроваджено у виробництво у Сухумі та в Китаї).
Створив та розробив:
- єдину кількісну теорію дисоціації електролітів у розчинах,
- теоретичні основи неводного титрування,
- методику потенціометричного визначення лікарських препаратів у неводних розчинниках, загальну теорію йонного обміну,
- рівняння для констант йонообмінних реакцій в будь-яких розчинниках,
- єдину шкалу кислотності водних та неводних розчинів,
- методики розрахунку та розділення енергії сольватації йонів,
- нову методику у фізико-хімічному аналізі розрахунку складу й констант нестійкості продуктів взаємодії розчинників з розчиненою речовиною.

В фармацевтичному аналізі використовуються його методики кількісного визначення ментолу, терпінгідрату, тимолу та фенолу — за ізотермами поверхневого натягу.
1973 року за розробку скляного електрода спільно з групою вчених Ізмайлов (посмертно) та В. В. Александров нагороджені Державною премією СРСР.
Серед робіт:
- «Вплив розчинника на силу кислот» (докторська дисертація), 1948,
- «Вибрані праці», 1967,
- «Електрохімія розчинів», монографія, 1976.